# Almanach de Chu
L'almanach de Chu est un manuscrit chinois sur soie de 47 × 38 cm datant de la fin du IVe siècle av. J.-C. et présentant le cycle cosmogonique chinois d'un point de vue religieux. À ce jour, c'est le plus ancien texte chinois comportant des illustrations et aussi le plus ancien texte sur soie.
Il a été découvert par des pilleurs de tombe en 1942 avec d'autres manuscrits dans un coffret en bambou tressé à Zidanku à l'est de Changsha. Ultérieurement, des archéologues ont déterminé qu'il s'agissait d'une tombe du royaume méridional de Chu datant de la période des Royaumes combattants.

## Propriétaires
Le manuscrit est tout d'abord acheté par l'antiquaire Tang Jianquan qui le revend au collectionneur Cai Jixiang qui en fait la première description. Il passe ensuite entre les mains de John Hadley Cox mais devient dès lors l'objet d'une longue controverse puisque Cai affirme qu'il l'a seulement prêté pour que le texte soit scanné et demande sa restitution. Il est finalement acheté par Arthur M. Sackler en 1965 et est actuellement conservé dans la galerie Arthur M. Sackler à Washington. Entre-temps, le texte a fait l'objet de nombreuses études pour favoriser sa compréhension, une tâche rendue difficile en raison de son état de conservation et du style d'écriture particulier utilisé dans le royaume de Chu.

## Description et contenu
Ce document  présente le mythe de la création du monde par le couple primordial Fuxi et Nuwa en accordant une grande importance au cycle des quatre saisons régi par quatre divinités issues de leur union.
Il contient des pliures et ses bords sont usés. L'exposition à la lumière a assombri certaines portions et les a rendus illisibles, mais la photographie infrarouge a aidé à déchiffrer quelques caractères supplémentaires.
Il compte 926 caractères anciens regroupés en trois parties, chacune d'entre elles portant sur un aspect du calendrier lunisolaire chinois: les textes A, B et C.
Il est orné dans chaque coin par un arbre d'une couleur différente qui fait certainement référence aux quatre piliers qui soutiennent les cieux, illustrant ainsi les textes centraux. Entre eux, 12 figures (3 par côté) zoomorphes et portant des masques représentent les divinités des douze mois de l'année. Chacune d'elles est décrite par son nom et les choses qu'il faut faire et ne pas faire au cours de ce mois (texte C).
Les deux autres textes sont écrits tête-bêche au centre du carré. Sur 8 colonnes, le texte A parle de la création. Il décrit tout d'abord l'aménagement de l'espace par le couple primordial et ses enfants, essentiellement par la séparation des éléments: le ciel et la terre, le chaud et le froid, le sol et l'eau. Dans une deuxième partie, 1100 ans plus tard, il raconte l'apparition du soleil et de la lune qui déstabilisent le ciel et nécessitent l'intervention de Yandi pour régler leur course et la mise en place de cinq piliers par les dieux et, pour finir, la division des mois et de la journée en quatre moments.
De son côté, écrit à l'envers, le texte B (13 colonnes) parle des désordres naturels en tant que châtiments célestes. Il décrit notamment Gonggong abattant un pilier céleste et faisant basculer la terre. Il fournit également les solutions et indique que le peuple peut éviter les catastrophes en vénérant les dieux et en respectant les saisons, d'où la nécessité de connaître le calendrier pour faire les sacrifices au bon moment.
Dans son ensemble, le texte peut être mis en relation avec deux autres récits sur la création du monde qui lui sont contemporains: Le Grand Un engendra l'eau découvert parmi les écrits sur bambou de Guodian et La Règle de Yao, le premier chapitre du Classique des documents.